# Adam Józef Karasiński

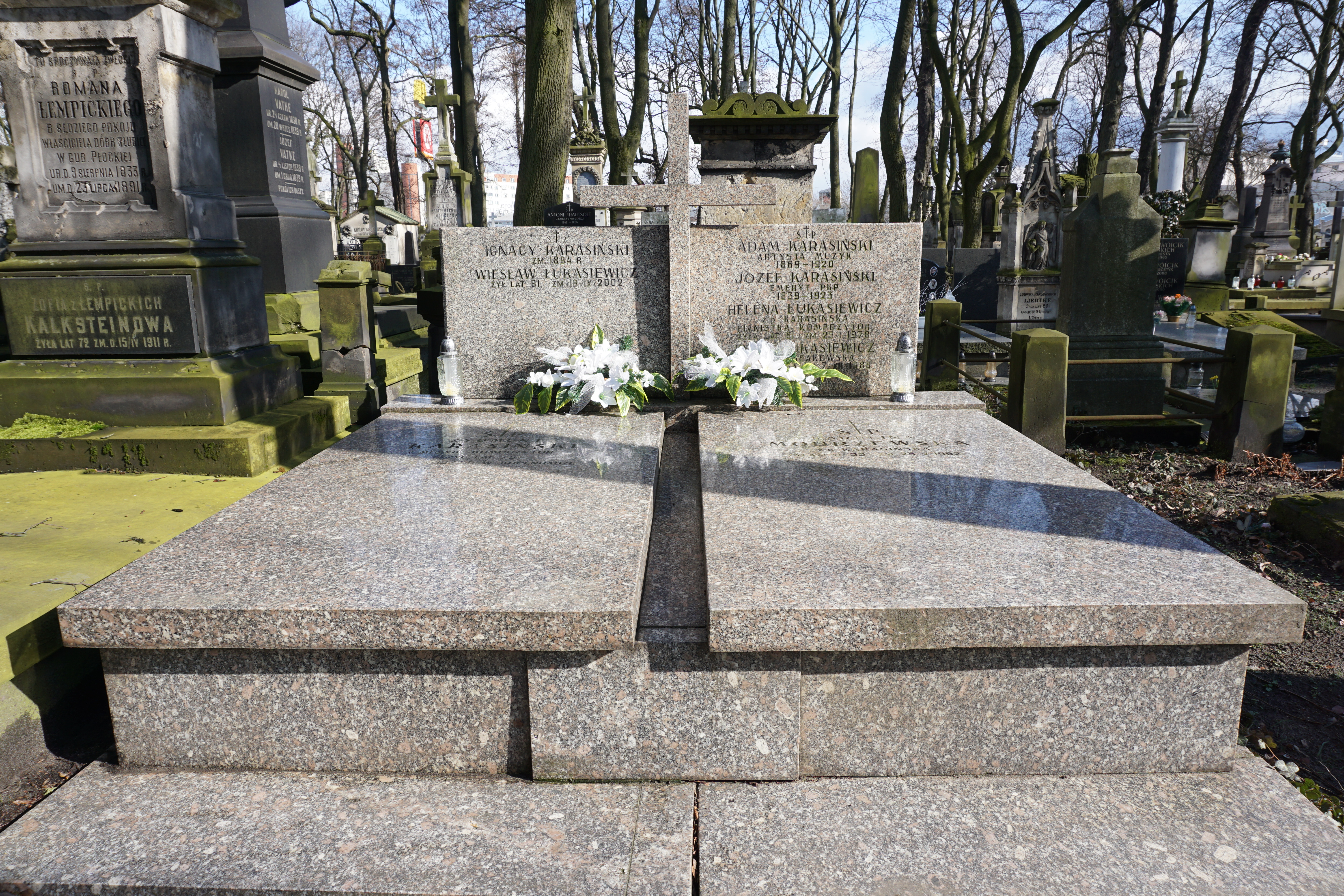
Grób Adama Józefa Karasińskiego na cmentarzu Powązkowskim

Adam Józef Karasiński (ur. 1868 w Warszawie, zm. 20 września 1920 tamże) – polski kompozytor, skrzypek i pianista
Jego żoną była Cecylia Kipman. Nazywany był polskim królem walca. Do 1915 roku prowadził własną orkiestrę rozrywkową, z którą koncertował w Paryżu, Moskwie, Wiedniu i Budapeszcie.
Był autorem licznych tańców salonowych i ludowych. Jego synem był Zygmunt Karasiński, który uczył się początkowo pod kierunkiem ojca. Miał dwie córki Aleksandrę i Helenę, które były pianistkami.
Napisał walc François w 1905 roku. Walc François powstał na przyjęciu towarzyskim muzyka Franciszka Brzezińskiego w 1905 roku jako utwór dedykowany gospodarzowi. Był pierwszym utworem w historii polskiej muzyki rozrywkowej, który zdobył międzynarodową popularność. Został wydany w Londynie i Wiedniu. Po śmierci kompozytora utwór został na nowo opracowany przez jego syna, Zygmunta Karasińskiego. Słowa piosenki napisał Andrzej Włast, który zadedykował je Toli Mankiewiczównie. Melodię tę śpiewał m.in. Tadeusz Faliszewski.
Napisał jedno z pierwszych polskich tang - Tango Messal dedykowane Lucynie Messal. Przypuszczalnie tango zostało wydane koło 1914 roku. Na okładze nut Tanga Messal jest zdjęcie Lucyny Messal z Józefem Redo w pozie "corte" (patrz figury tanga argentyńskiego); 28 października 1913 Lucyna Messal i Józef Redo w Teatrze Nowości tańczyli jako jedni z pierwszych w Polsce tango w operetce Targ na dziewczęta.
Został pochowany na Starych Powązkach (kwatera 159-6-23/24).

## Kompozycje
- Walc François 1905
- Mała rączka, walc do śpiewu lub na fortepian, słowa Władysław Jus
- Jak Kochać: walc. Wielmożnej pani Wiktoryji Kaweckiej, słowa MIRA
- Polonez jubileuszowy ok. 1907[5]
- Zaŝita Varšavy : marš : dlâ roâlâ[6]
- Serce mojej królowej - valse (à Madame Hanna Kryńska)[7]
- Tonia Valse (dedykowany Etienne Dziewulskiej)[8]
- Mariola: valse (dedykowany Marioli Łęckiej)[9]